# Административное деление Праги

Карта кадастровых территорий Праги (на чешском языке)

Административное деление Праги имеет структуру из двух или трех уровней, в зависимости от района города. Во главе города стоит Магистрат столичного города Праги (чеш. Magistrát hlavního města Prahy), который отвечает за общественный транспорт, сбор отходов, муниципальную полицию, пожарную охрану, скорую помощь, культурную деятельность, содержание исторических мест, Пражский зоопарк и другие мероприятия общегородского значения. Магистрат столичного города Праги возглавляет приматор (чеш. primátor).
В настоящее время Прага делится на следующие территориальные единицы:
- 22 административных округа (района)
- 57 самоуправляемых городских частей
- 112 кадастровых территорий

## Деление на округа (районы)

### 1960—1990
В соответствии с законом о территориальном делении государства в 1960 году территория Праги была разделена на 10 городских округов или районов (чеш. městské obvody), получивших порядковые названия с Прага 1 до Прага 10. Эти 10 округов по-прежнему используются магистратом города для некоторых управленческих целей, например, для подразделения города на почтовые, транспортные или судебные округа, причём жители Праги гораздо чаще в повседневном общении используют названия округов образца 1960 года, чем созданных впоследствии.
Новое деление города пришло на смену территориальному делению, установленному в 1949 году, когда территория Праги была разделена на 16 округов, имевших порядковые номера с Прага 1 до Прага 16. Фактически в 1960 году произошло частичное укрупнение и частичное переименование городских округов, при этом свои прежние названия сохранили округи Прага 1, Прага 2, Прага 6, Прага 7, Прага 8 и Прага 9. Прежний округ Прага 11 по существу был просто перенумерован в Прага 3, а существовавший до того округ Прага 3 (включавший в себя территорию Карлина) был включён в состав округа Прага 8; прежний округ Прага 5 (включавший в себя территорию Бржевнова) вошёл в состав округа Прага 6, а новый округ Прага 5 был создан в результате слияния территорий старых округов Прага 4 и Прага 16; прежние округа Прага 13 и Прага 10 составили обновлённый округ Прага 10, старые Прага 14 и Прага 15 были объединены во вновь созданный округ Прага 4, а прежний округ Прага 12 (включавший в себя Винограды) был разделён между новыми округами Прага 3 и Прага 10.

### 1990—2000
С 1990 года город был разделен на 56 (с 1992 года — на 57) городских частей (чеш. městské části), получивших статус муниципальных образований. Городские части несут ответственность за парки и охрану окружающей среды; заказ оборудования для школ и добровольную пожарную охрану, некоторые культурные и спортивные мероприятия; мероприятия для пожилых людей, некоторые социальные и медицинские программы; кладбища и тому подобное. Другим важным направлением деятельности муниципальных образований Праги является осуществление прав собственности, техническое обслуживание, а иногда и продажи государственной собственности, особенно в государственном жилом фонде.

### После2000года
С 2001 года 57 городских частей в целях более совершенного управления были сгруппированы в 22 административных округа (чеш. správní obvody). Одна городская часть в каждом административном округе несет ответственность за предоставление определенных услуг для всего административного округа. Эти услуги включают предоставление лицензий, удостоверений личности и паспортов. Городские части с указанными полномочиями дают своё название соответствующему административному округу. Например, городская часть Прага 19 обеспечивает оказание этих услуг для городских частей Прага 19, Прага-Винорж, Прага-Саталице, Прага-Чаковице. Жители Саталице могут получить регистрационный номер собаки в своем квартале, но должны идти в Кбелы, правительственный дом в Праге 19, чтобы получить удостоверение личности. Городские части Праги имеют избираемые местный совет и старосту.

## Кадастровые территории
На табличках с названием улицы дополнительно указывают имя кадастровой территории (чеш. katastrální území), который обычно отражает название старого населенного пункта до его вхождения в состав Праги. Таким образом, на табличке в Кбелы будет указано «Прага 9-Кбелы», а не «Прага 19». Жители Праги гораздо чаще в повседневном общении используют названия кадастровых территорий, чем названия административных округов.

## Таблица административных округов

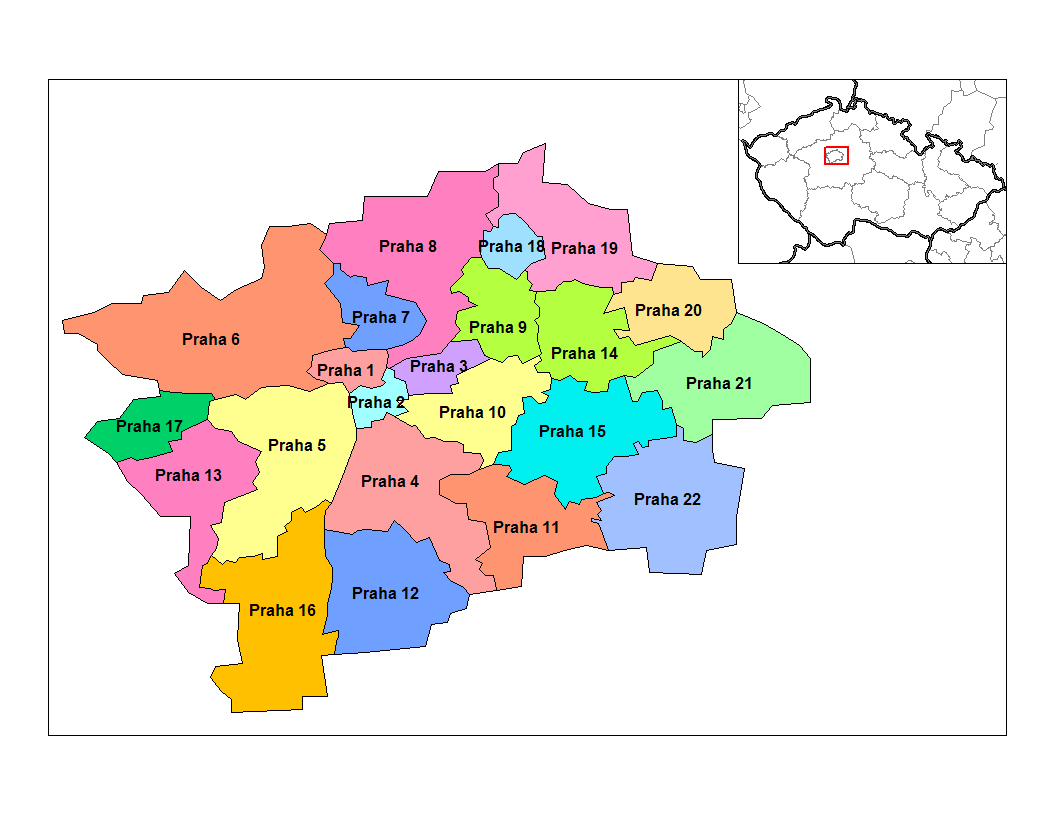
Административные округа Праги (по состоянию на 2007 год)

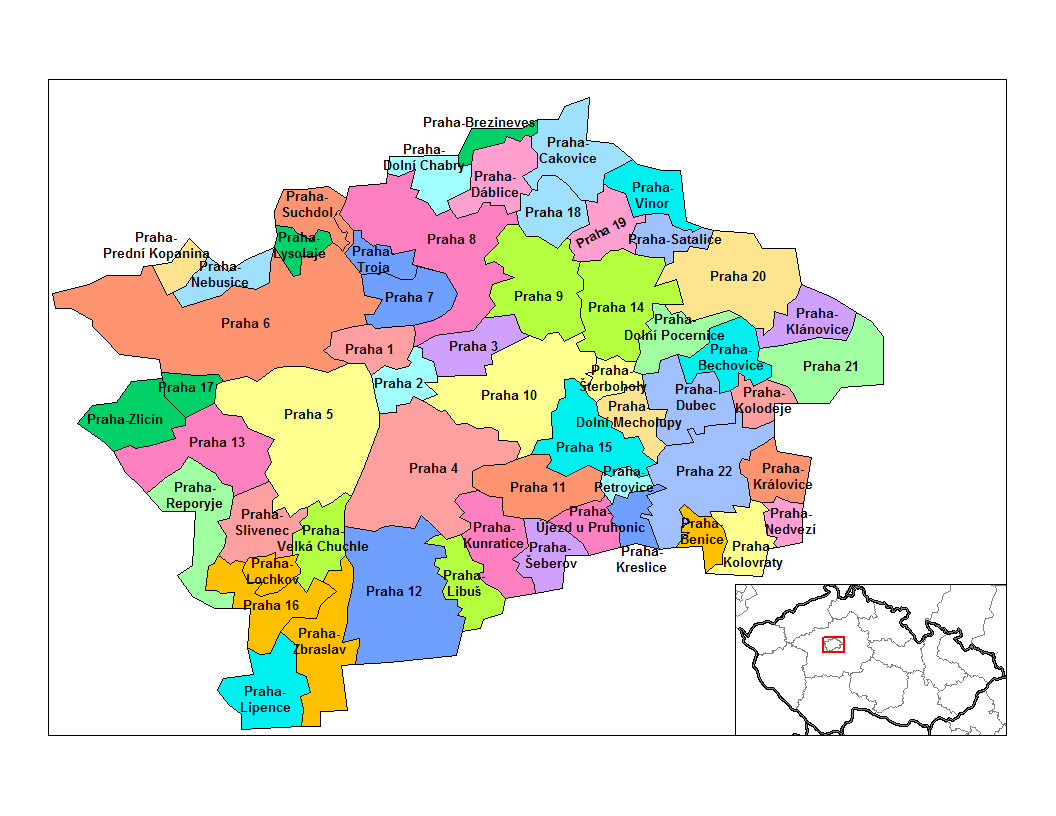
Городские части Праги

| Городской округ | Административный округ | Городские части                                                                                             |
| --------------- | ---------------------- | --- |
| Прага 1         | Прага 1                | Прага 1 |
| Прага 2         | Прага 2                | Прага 2 |
| Прага 3         | Прага 3                | Прага 3 |
| Прага 4         | Прага 4                | Прага 4, Кунратице                                                                                          |
| Прага 4         | Прага 11 (часть)       | Прага 11, Шеберов, Уезд у Пругониц                                                                          |
| Прага 4         | Прага 12               | Прага 12, Либуш                                                                                             |
| Прага 5         | Прага 5                | Прага 5, Сливенец                                                                                           |
| Прага 5         | Прага 13               | Прага 13, Ржепорие                                                                                          |
| Прага 5         | Прага 16               | Прага 16 (ранее Радотин), Липенце, Лохков, Велка Хухле, Збраслав                                            |
| Прага 5         | Прага 17 (часть)       | Зличин |
| Прага 6         | Прага 6                | Прага 6, Лысолайе, Небушице, Пршедни Копанина, Сухдол                                                       |
| Прага 6         | Прага 17 (часть)       | Прага 17 (ранее Ржепы)                                                                                      |
| Прага 7         | Прага 7                | Прага 7, Троя (район Троя был отделен позже, с 01.01.1992)                                                  |
| Прага 8         | Прага 8                | Прага 8, Бржезиневес, Дольни Хабры                                                                          |
| Прага 9         | Прага 9                | Прага 9 |
| Прага 9         | Прага 14               | Прага 14, Дольни Почернице                                                                                  |
| Прага 9         | Прага 18               | Прага 18 (ранее Летняны), Чаковице (с 2007 года Чаковице является частью административного округа Прага 18) |
| Прага 9         | Прага 19               | Прага 19 (ранее Кбелы), Мишковице, Саталице, Винорж, Тршеборадице                                           |
| Прага 9         | Прага 20               | Прага 20 (ранее Горни Почернице)                                                                            |
| Прага 9         | Прага 21               | Прага 21 (ранее Уезд над Лесы), Беховице, Клановице, Колодейе                                               |
| Прага 10        | Прага 10               | Прага 10 |
| Прага 10        | Прага 11 (часть)       | Кржешлице                                                                                                   |
| Прага 10        | Прага 15               | Прага 15, Дольни Мехолупы, Дубеч, Петровице, Штербоголы                                                     |
| Прага 10        | Прага 22               | Прага 22 (ранее Угржиневес), Бенице, Коловраты, Краловице, Недвези                                          |

## Гербы

Прага 1
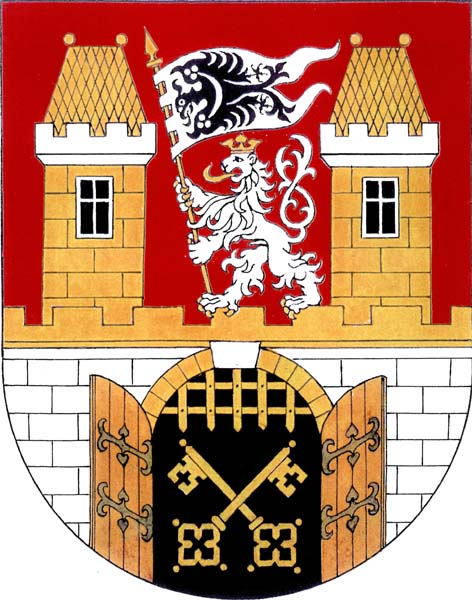
Прага 2
Прага 3
Прага 4
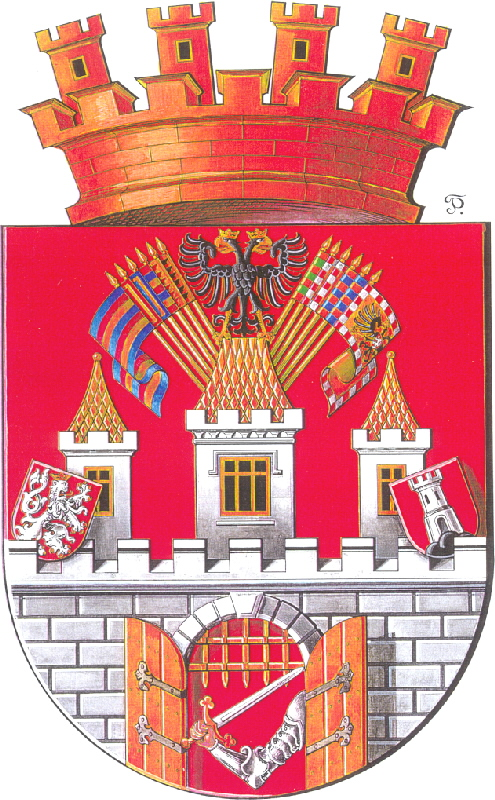
Прага 5
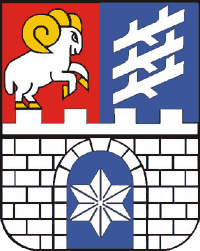
Прага 6
Прага 7
Прага 8
Прага 9
Прага 10
Прага 11
Прага 12
Прага 13
Прага 14
Прага 15
Прага 16
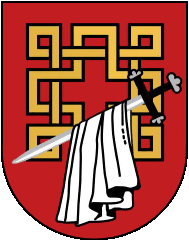
Прага 17
Прага 18
Прага 19
Прага 20
Прага 21
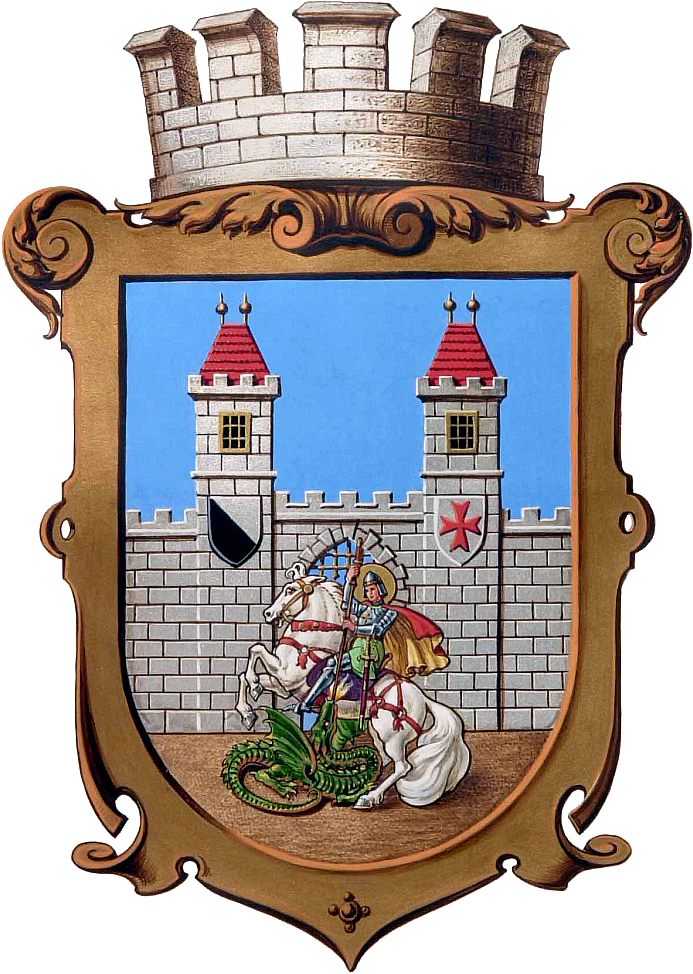
Прага 22

## Примечание
- В 2001 году чешское правительство распорядилось, чтобы все районы, занимающие весь административный округ, имели такое же название, как административный округ. Таким образом, муниципальные районы Радотин, Ржепы, Летняны, Кбелы, Горни Почернице, Уезд над Лесы и Угржиневес теперь называются Прага 16 — 22, соответственно. Старые названия сохраняются как кадастровые районы.
- Все именованные районы официально начинаются с «Прага-» (чеш. Praha-). Таким образом, официальным названием Кунратице является «Прага-Кунратице» (чеш. Praha-Kunratice).